# Diakonisches Werk Baden

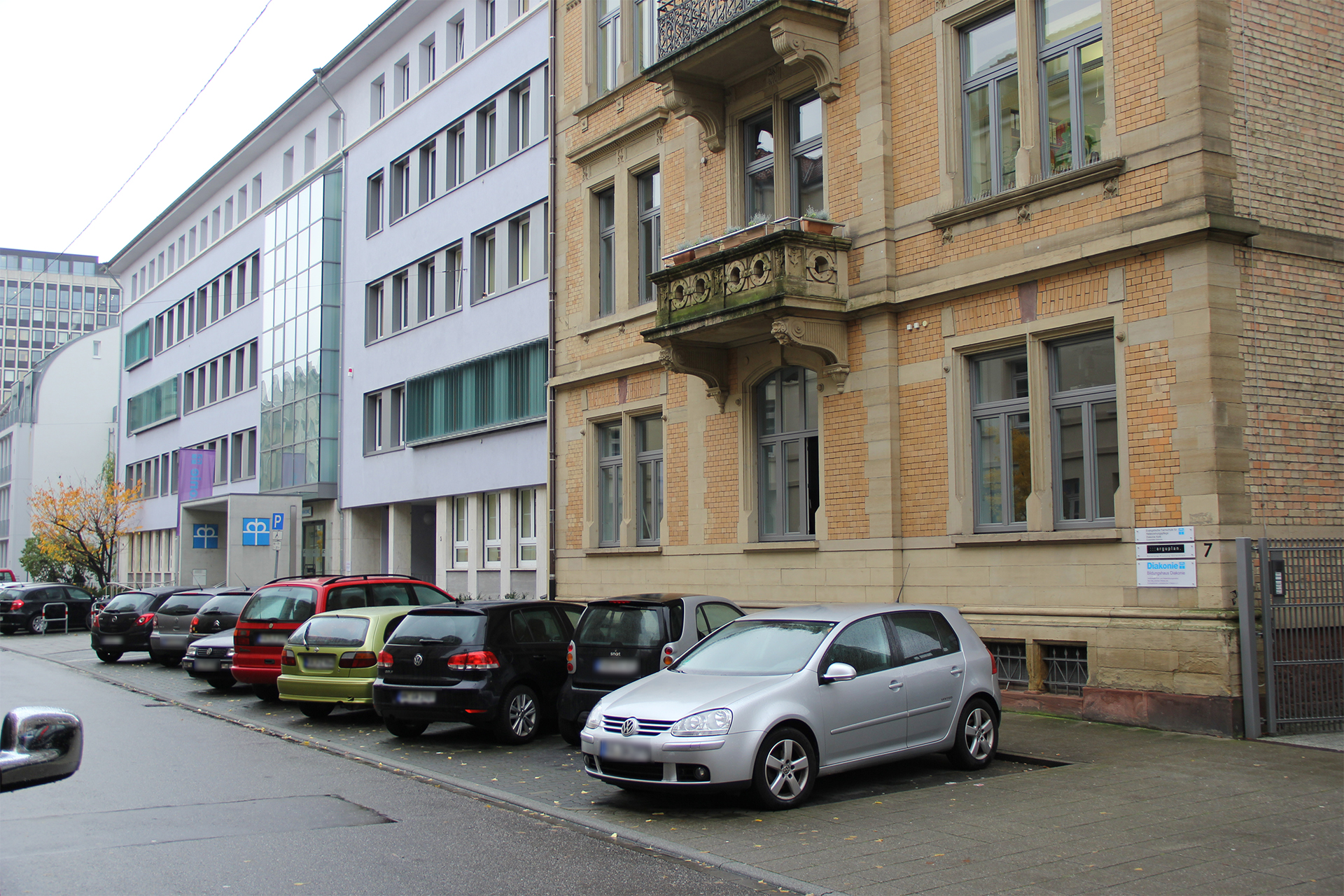
Geschäftsstelle (links) und Bildungshaus (rechts) des Diakonischen Werks Baden in Karlsruhe.

Das Diakonische Werk Baden, auch Diakonisches Werk der Evangelischen Landeskirche in Baden oder Diakonie Baden, ist ein christlicher Wohlfahrtsverband in Baden-Württemberg. Das Diakonische Werk Baden ist ein eingetragener Verein, in dem die evangelischen Kirchengemeinden und Kirchenbezirke der Evangelischen Landeskirche in Baden und die selbstständigen diakonischen Einrichtungen und Werke im Bereich der Landeskirche zusammengeschlossen sind. Als einer der Spitzenverbände der freien Wohlfahrtspflege werden von den einzelnen Mitgliedseinrichtungen viele soziale Aufgaben wahrgenommen.
Sitz des Vereins ist Karlsruhe.

## Geschichte
Das Diakonische Werk Baden hat zwei Wurzeln:
- den „Landesverein für Innere Mission“ (Gründung 1849)
- und das Hilfswerk der badischen Landeskirche (Gründung 1945)

Der Landesverein für Innere Mission war Dachverband für freie Initiativen, Vereine und Einrichtungen, die zwar christlich geprägt waren, aber nicht von Kirchengemeinden initiiert waren. Zu seinen ältesten Mitgliedern zählen zum Beispiel die Hardtstiftung in Karlsruhe-Neureut, die Diakonie Kork und die Stadtmissionen in Heidelberg, Freiburg und Pforzheim. Der Landesverband repräsentierte die sogenannte „Anstaltsdiakonie“, das heißt die Diakonie freier, selbständiger Träger.
Das Hilfswerk wurde Ende 1945 gegründet, um Flüchtlingen, Vertriebenen und Ausgebombten durch Sachspenden, Carepakete und Beratung zu helfen und zerstörte Kirchen wieder aufzubauen. Die Hilfe ging hier direkt von den Kirchengemeinden aus, das Hilfswerk verstand sich als „Kirche in Aktion“. 1949 endete mit der Währungsreform der eigentliche Auftrag des Hilfswerks, seine Büros in den Kirchenbezirken widmeten sich der Beratung von Spätheimkehrern und Menschen in Not. Aus den Bezirksbüros gingen die heutigen Diakonischen Werke in den Kirchenbezirken hervor.
Im Jahr 1961 wurden beide Verbände zum „Gesamtverband Innere Mission und Hilfswerk“ vereinigt. Diesen Verbund zweier unterschiedlicher Formen organisierter Diakonie feiert das Jubiläum „50 Jahre Diakonisches Werk“, obwohl diese Bezeichnung selbst erst im Jahr 1970 gewählt wurde.
Im Jahr 1970 erfolgte die Umbenennung in „Diakonisches Werk Baden – Innere Mission und Hilfswerk“. Seit 1974 besteht der Verein als „Diakonisches Werk“ in seiner heutigen Form.
Heute ist das Diakonische Werk Baden einer der Spitzenverbände der Freien Wohlfahrtspflege in Baden-Württemberg. Das Diakonische Werk Baden ist einer von 17 Landesverbänden der Diakonie in Deutschland und ist seinerseits Mitglied im Diakonischen Werk der Evangelischen Kirche in Deutschland.

## Aufgaben
Das Diakonische Werk Baden vertritt die Interessen seiner Mitglieder gegenüber der Kommunal- und Landespolitik, den Sozialhilfeträgern, Pflegekassen und gegenüber der Öffentlichkeit. Es berät seine Mitglieder in fachlicher, wirtschaftlicher und rechtlicher Hinsicht, koordiniert Fort- und Weiterbildungen, unterstützt Innovationen und die Weiterentwicklung zeitgemäßer Arbeitsformen.

## Organisation
Die Organe des Diakonischen Werkes Baden sind die Mitgliederversammlung, die Diakonische Konferenz, der Aufsichtsrat und der Vorstand.
Die Leitung der Landesgeschäftsstelle obliegt dem Vorstand. Der Vorstand des Diakonischen Werkes besteht aus drei Mitgliedern, angeführt vom Vorstandsvorsitzenden. In seiner Doppelfunktion als Oberkirchenrat ist er das Verbindungsglied zwischen Diakonie und Evangelischer Landeskirche in Baden. Weitere Ressorts der Vorstandsmitglieder sind diakonische Einrichtungen und Werke sowie Wirtschaft und Finanzen.
Seit 2011 ist der Pfarrer und Soziologe Oberkirchenrat Urs Keller Vorstandsvorsitzender des Diakonischen Werks Baden. Von 1998 bis 2011 war er Vorstandsvorsitzender des Diakoniekrankenhauses Freiburg.
André Peters ist seit 2012 Vorstand für Wirtschaft und Finanzen.
Beatrix Vogt-Wuchter wurde im April 2021 zur Vorständin des Ressorts diakonische Einrichtungen berufen.
Die Landesgeschäftsstelle des Diakonischen Werks Baden gliedert sich in folgende Aufgabenbereiche:
- Alter, Pflege, Gesundheit
- Bildungshaus
- Buchhaltungsservice, IT
- Digitalisierung
- Familien, Existenzsicherung und soziale Teilhabe
- Finanzen, Personal, Verwaltung
- Flucht und Migration
- Freiwilligendienste (FSJ/BFD)
- Fundraising und Ökumenische Diakonie
- Innovation – D-Care-Lab
- Justitiariat
- Presse und Öffentlichkeitsarbeit
- pulsnetz.de – gesund arbeiten
- Risikomanagement- und Fördermittelberatung
- Soziale Arbeit in Kirchengemeinden und Kirchenbezirken
- Treuhandstelle
- Welcome Center Sozialwirtschaft
- Wirtschafts- und Entgeltberatung

## Mitglieder
Das Diakonische Werk Baden hat 881 Mitglieder. Davon 477 Kirchengemeinden (ohne Bezirksgemeinden / Stadtkirchenbezirke), 24 Kirchenbezirke (inkl. Bezirksgemeinden / Stadtkirchenbezirke), 25 Kirchengemeindeverbände / Diakonieverbände und 338 freie Träger. Alle haben alle ihren Sitz in der Region Baden.
Insgesamt beschäftigen die Mitglieder in ihren Einrichtungen 37.000 hauptamtliche und 12.000 ehrenamtliche Mitarbeitende. Es werden 80.000 Menschen durch die Einrichtungen betreut.
| Aufgabenbereich | Anzahl        |
| --- | ------------- |
| Krankenhilfe (z. B. Allgemeine Krankenhäuser, Rehabilitationskliniken, Tageskliniken, Fachschulen und ambulante Dienste)                                                       | 55 Angebote   |
| Jugendhilfe (inkl. Tageseinrichtungen für Kinder) (z. B. Wohnheime, Erziehungsstellen, Kinderhorte, Beratungsstellen, Jugendmigrationsdienst)                                  | 809 Angebote  |
| Familienhilfe (z. B. Erholungs- und Kurheime, Altenerholungsheime, Familienferienstätten, Frauen- und Kinderschutzhäuser, Mehrgenerationenhäuser)                              | 232 Angebote  |
| Altenhilfe (z. B. Vollstationäre Einrichtungen, Beratungsstellen, Ambulant Betreutes Wohnen, Haus-Notruf-Dienste, Mahlzeitendienste)                                           | 444 Angebote  |
| Hilfe für Menschen mit Behinderungen (z. B. Wohnheime, Außenwohngruppen, Übergangseinrichtungen, Rehabilitationseinrichtungen, Begegnungsstätten)                              | 191 Angebote  |
| Personen in besonderen Situationen (z. B. Heime und Wohnheime für Wohnungslose, Arbeitslosentreffs, Telefonseelsorgestellen, Tafeln, Beratungsstellen für Flüchtlinge)         | 186 Angebote  |
| Sonstige Einrichtungen und Dienste (z. B. Wohnheime für Studierende, Mobile soziale Dienste, Allgemeine und berufsbildende Schulen, Geschäftsstellen, Diakonissenmutterhäuser) | 101 Angebote  |
| Insgesamt | 2018 Angebote |